# 藤原竜也の一回道
藤原竜也の一回道（ふじわらたつやのいっかいどう）は2014年に放送されたバラエティ番組。俳優・藤原竜也の素の姿に迫ったドキュメントバラエティーで、ホームドラマチャンネルで放送された後、テレビ東京でも放送され、以後はテレビ東京で藤原竜也の二回道（2018年）、藤原竜也の三回道（2020年）とシリーズ化されている。

## 藤原竜也の一回道
2013年に上演された舞台『木の上の軍隊』の大阪公演から愛媛公演の移動時間を用いて、藤原と番組スタッフの気ままな旅の様子を撮影。後半はファンクラブツアーに帯同したハワイ編（テレビ東京では放送なし）。
テレビ東京では2014年10月19日（18日深夜）から12月21日（20日深夜）にかけて、毎週日曜2：10 - 2：35（土曜深夜）に放送された。全10回。
2014年12月26日にポニーキャニオンよりDVD-BOX（3枚組）が発売された。

## 藤原竜也の二回道
2018年10月19日（18日深夜）から12月28日（27日深夜）にかけて木ドラ25枠で放送。二回道は「セカンドウ」と読む。全11回。
藤原がナレーションを担当していた『世界遺産』のパロディ企画「狭い遺産」（狭い路地裏にある料理店探訪）や、自宅に溝端淳平、小栗旬らを呼んでのカレーパーティーなどが放送された。
2019年4月2日にハピネットよりDVD-BOX（4枚組）が発売された。

## 藤原竜也の三回道
2020年4月16日（15日深夜）から5月21日（20日深夜）にかけてドラマパラビ枠で放送。全6回。4月9日（8日深夜）には「放送直前SP」（『一回道』『二回道』の総集編）が放送された。
沖縄でのラジオ番組の公開収録を兼ねて2019年12月に収録。中村勘九郎や溝端と共にリスナーへのお土産を買ったり、対決企画を行なった。
2020年7月31日にDVDが発売された。

### スタッフ
- ブレーン：桝本壮志
- ビジュアル：須田将人
- EED：荒木将汰、山岸奏与香
- MA：大野健志
- 音効：八木賢二郎
- ポスプロ：麻布プラザ
- ディレクター：浅井裕太郎
- ディレクター・編集：清水彰介
- プロデューサー：大和健太郎、小林昌平、堤智志

(ホリプロ)
- チーフプロデューサー：山鹿達也 (テレビ東京)

### 放送局
| 放送期間          | 放送日時                     | 放送局         | 対象地域   | 備考           |
| ----------------- | ---------------------------- | -------------- | ---------- | -------------- |
| 4月16日 - 5月21日 | 木曜0:58 - 1:28（水曜深夜）  | テレビ東京     | 関東広域圏 | 製作局         |
| 4月16日 - 5月21日 | 木曜0:58 - 1:28（水曜深夜）  | テレビ大阪     | 大阪府     |                |
| 4月20日 - 5月25日 | 月曜1:35 - 2:05（日曜深夜）  | テレビ愛知     | 愛知県     |                |
| 4月30日 - 6月04日 | 木曜2:22 - 2:52（水曜深夜）  | テレビ和歌山   | 和歌山県   | 独立局         |
| 7月03日 - 8月07日 | 金曜 0:00 - 0:30（木曜深夜） | BSテレ東（2K） | 全国       |                |
| 7月03日 - 8月07日 | 金曜 0:00 - 0:30（木曜深夜） | BSテレ東4K     | 全国       | 4K制作版で放送 |

### ネット配信
Paraviでは4月9日の「放送直前SP」地上波放送終了後より「放送直前SP」の配信、第1話の先行独占配信がされ、第2話以降は4月16日21時より先行独占配信された。
ネットもテレ東、TVer、GYAO!では、BSテレ東での放送直後より最新話限定で無料配信されていた。
| テレビ東京系 ドラマパラビ                         | テレビ東京系 ドラマパラビ                    | テレビ東京系 ドラマパラビ                                           |
| 前番組                                            | 番組名                                       | 次番組                                                              |
| ------------------------------------------------- | -------------------------------------------- | ------------------------------------------------------------------- |
| 来世ではちゃんとします （2020年1月9日 - 3月26日） | 藤原竜也の三回道 （2020年4月16日 - 5月21日） | Paraviオリジナルドラマ 「ネット興亡記」 （2020年5月28日 - 6月25日） |